# Liste der Gletscher Alaskas

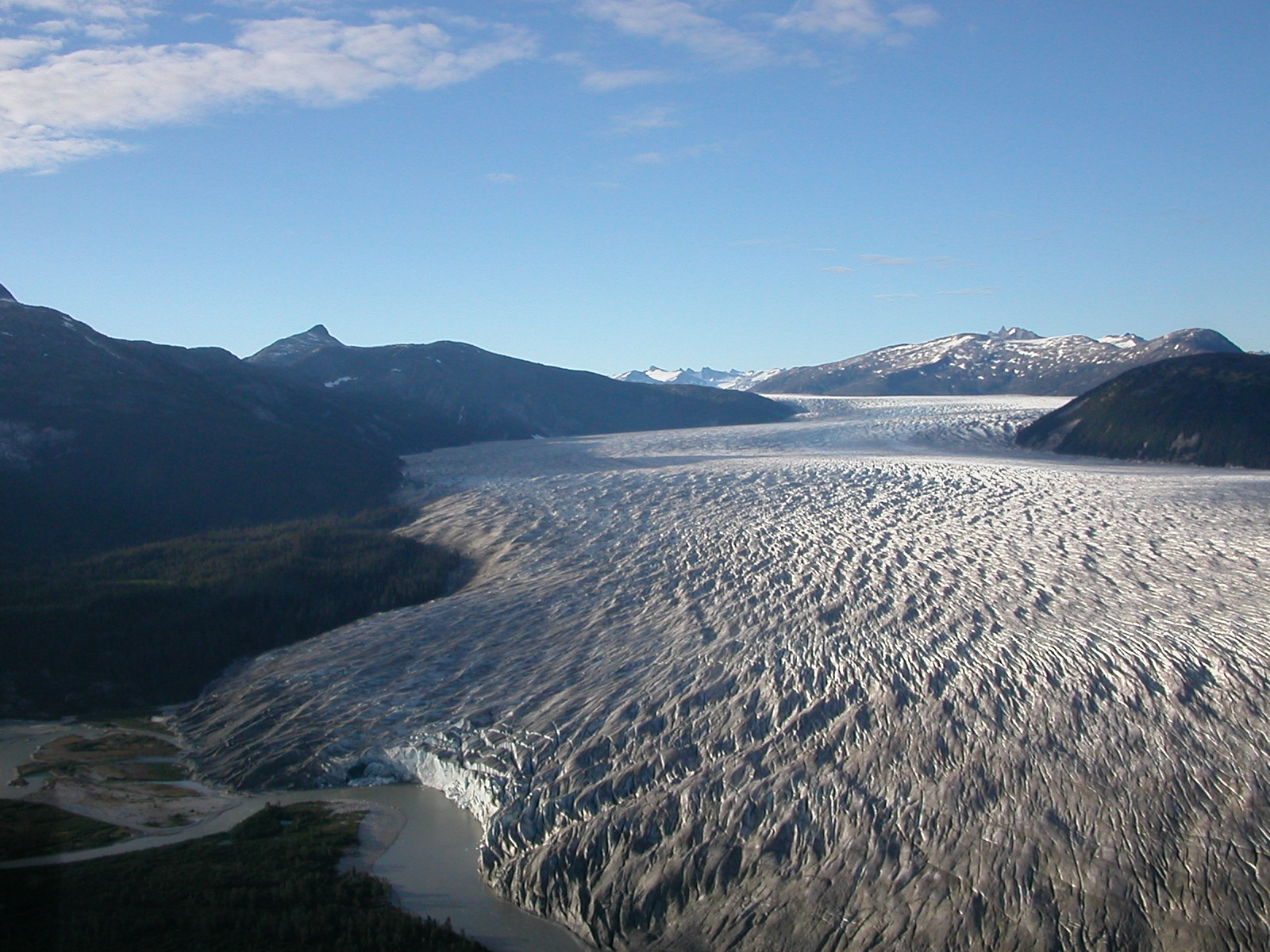
Taku-Gletscher in den Boundary Ranges

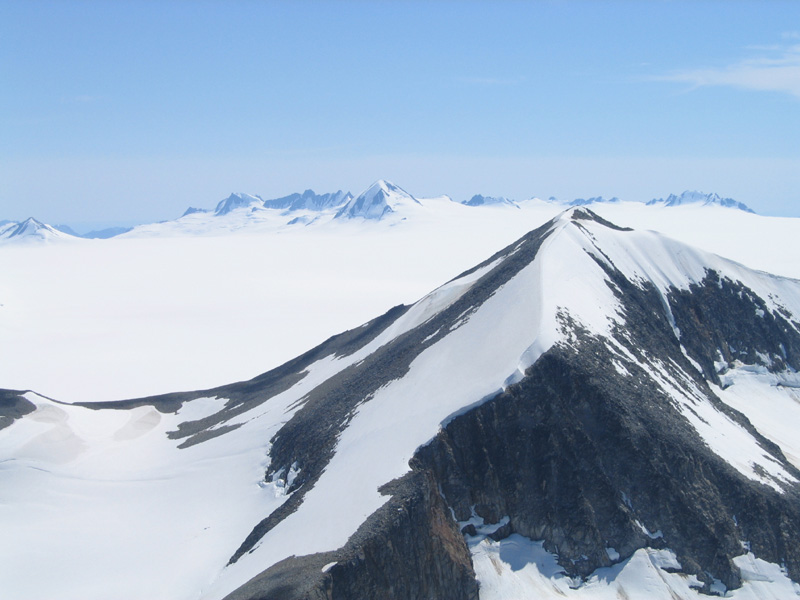
Harding Icefield in den Kenai Mountains

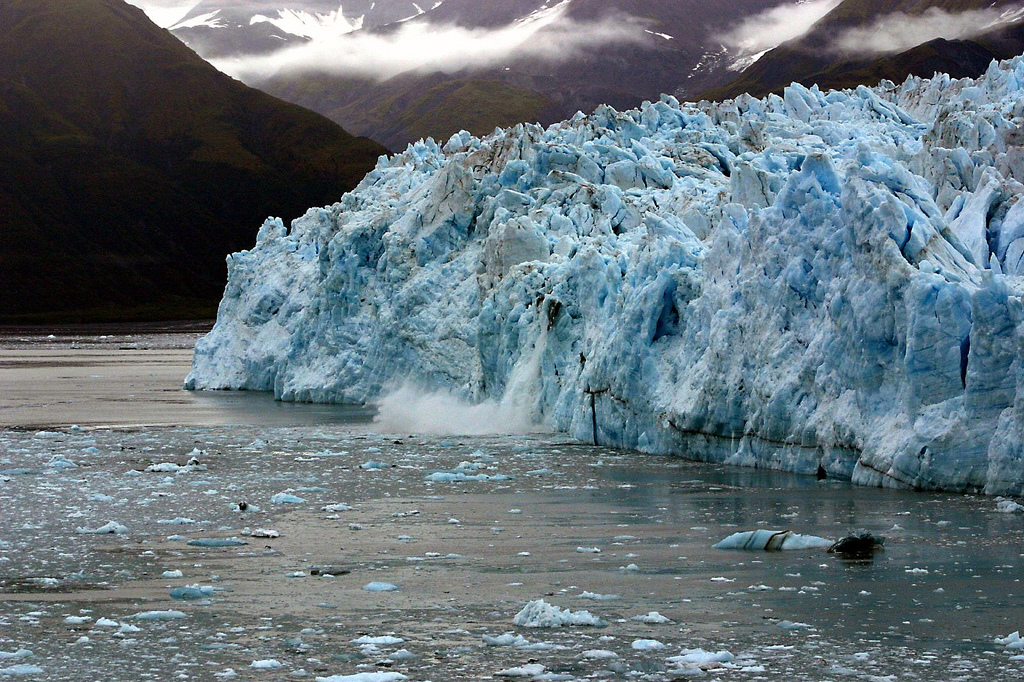
Hubbard-Gletscher in der Eliaskette

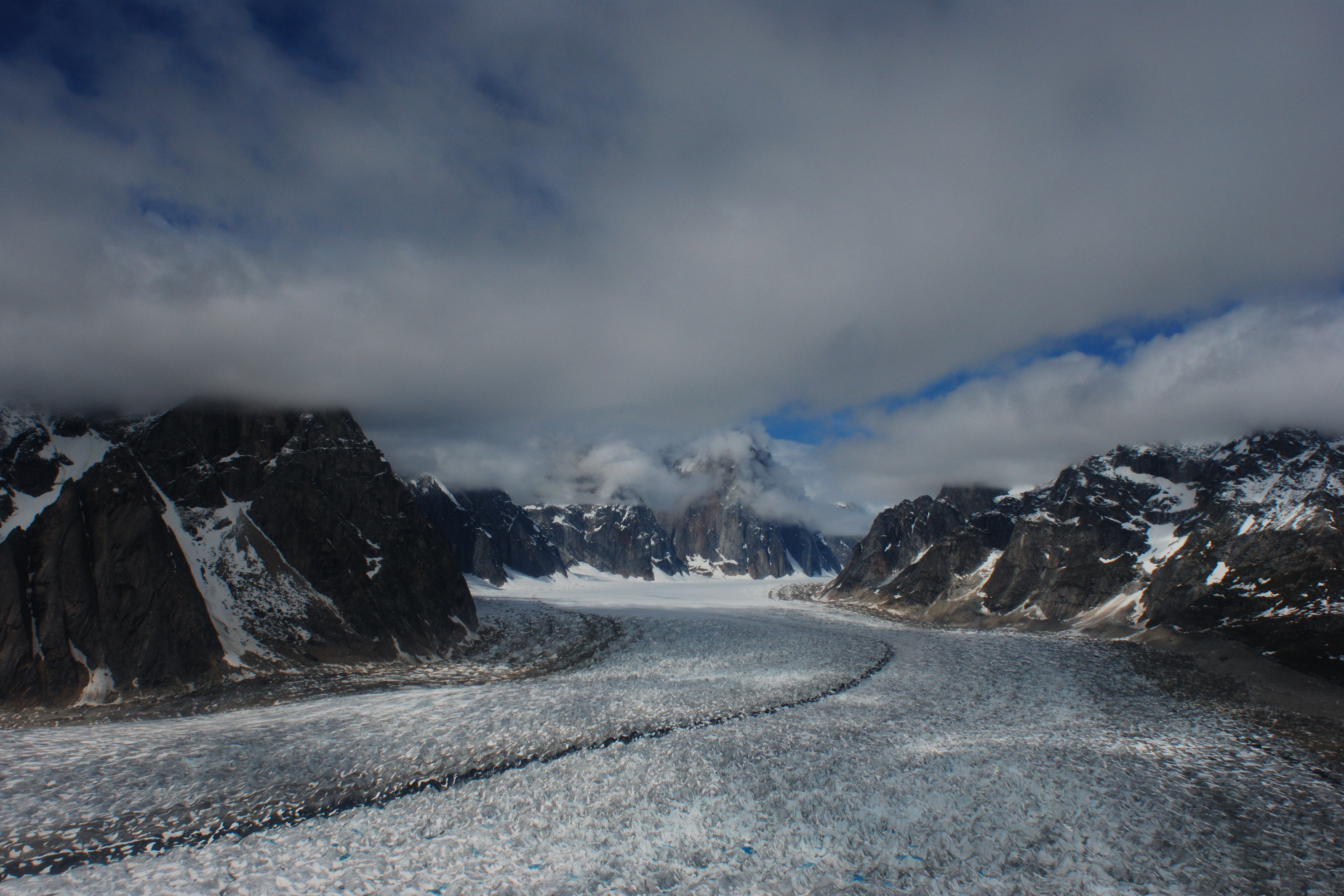
Ruth-Gletscher in der Alaskakette

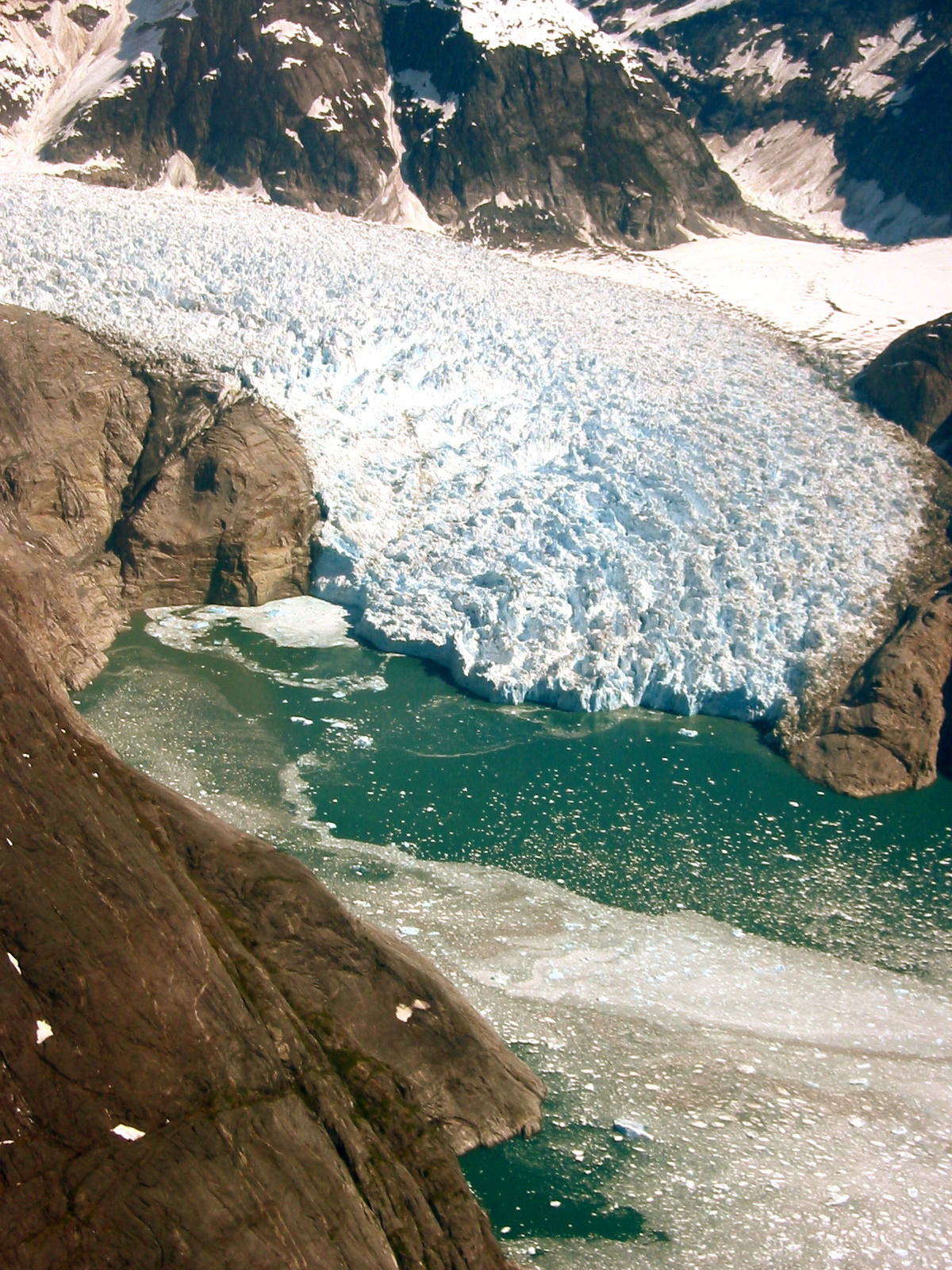
LeConte-Gletscher im Tongass National Forest

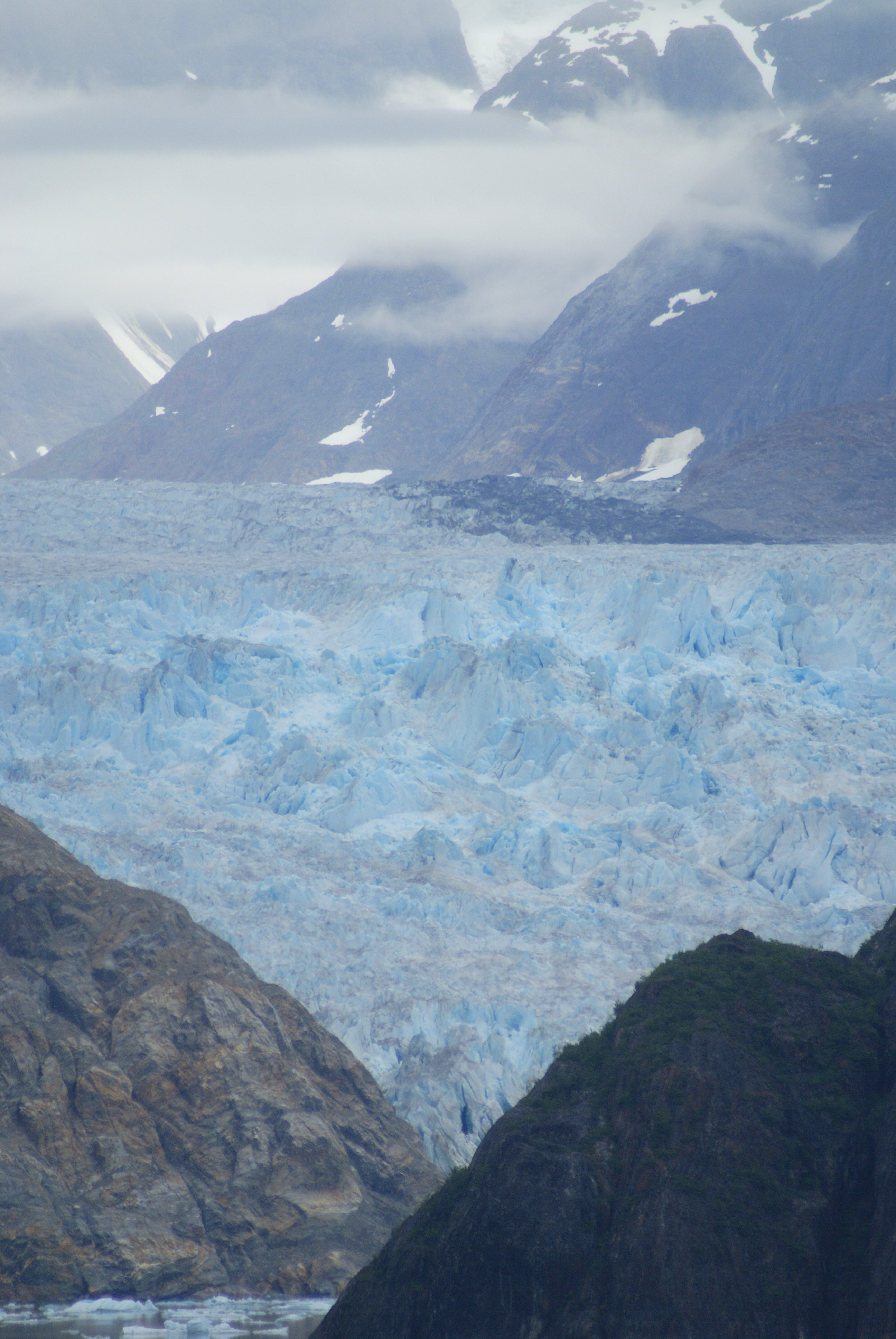
South-Sawyer-Gletscher in den Boundary Ranges

In Alaska, das während der letzten großen Eiszeit am Ende des Pleistozän nur in den Küstengebirgen und der Brookskette unter einer geschlossenen Eisdecke lag, gibt es etwa 100.000 Gletscher, von denen rund 650 einen Namen tragen. Sie befinden sich in den unterschiedlichsten geographischen Regionen von den Gipfeln der Berge bis an die Küste des Pazifiks. Fünf Prozent der Fläche des Bundesstaats, etwa 85.000 km² (ungefähr die Fläche Österreichs), ist von Eis bedeckt. Bis auf wenige Gletscher, die ins Meer münden, gehen fast alle Gletscher in Alaska zurück. Seit Anfang der 1980er-Jahre nimmt die Gletscherschwund mit steigender Geschwindigkeit zu.

## Liste der Gletscher Alaskas
Die Liste ist unvollständig, es handelt sich hierbei um eine unabhängige Auswahl. Bei Namensgleichheit ist die Lage der Gletscher aufgelistet.

### A
- Adams-Gletscher
- Addison-Gletscher
- Agassiz-Gletscher
- Aho-Gletscher
- Aialik-Gletscher
- Alexander-Gletscher
- Allen-Gletscher
- Alsek-Gletscher
- Alverstone-Gletscher
- Amherst-Gletscher
- Anderson-Gletscher (Chugach Mountains)
- Anderson-Gletscher (Eliaskette)
- Andrews-Gletscher
- Annin-Gletscher
- Antler-Gletscher
- Applegate-Gletscher
- Arey-Gletscher
- Art-Lewis-Gletscher
- Arthur-Gletscher
- Atrevida-Gletscher
- Augusta-Gletscher
- Aurel-Gletscher
- Aurora-Gletscher

### B
- Baby-Gletscher
- Bacon-Gletscher
- Bagley Icefield
- Bainbridge-Gletscher
- Baird-Gletscher
- Baker-Gletscher
- Baldwin-Gletscher
- Baltimore-Gletscher
- Barnard-Gletscher
- Barrier-Gletscher
- Barry-Gletscher
- Bartlett-Gletscher
- Battle-Gletscher
- Bear-Gletscher
- Bear-Lake-Gletscher
- Beare-Gletscher
- Beloit-Gletscher
- Bench-Gletscher
- Bering-Gletscher
- Bertha-Gletscher
- Betge-Gletscher
- Bettles-Gletscher
- Big-River-Gletscherzunge (Double-Gletscher)
- Billings-Gletscher
- Bird-Gletscher
- Black-and-Tan-Gletscher
- Black-Gletscher
- Black-Rapids-Gletscher
- Blackstone-Gletscher
- Blockade-Gletscher
- Blossom-Gletscher
- Boundary-Gletscher
- Brady-Gletscher
- Bravo-Gletscher
- Bremner-Gletscher
- Bridge-Gletscher
- Brilliant-Gletscher
- Broken-Gletscher
- Brooks-Gletscher
- Brown-Gletscher
- Bryn-Mawr-Gletscher
- Bucher-Gletscher
- Buckskin-Gletscher
- Burns-Gletscher
- Burroughs-Gletscher
- Butler-Gletscher
- Byron-Gletscher

### C
- Caldwell-Gletscher
- Camicia-Gletscher
- Cantwell-Gletscher
- Canwell-Gletscher
- Canyon-Gletscher
- Cap-Gletscher
- Capps-Gletscher
- Carl-Gletscher
- Carroll-Gletscher
- Cascade-Gletscher:
  - Ahklun Mountains
  - Chugach Mountains
  -  Eliaskette
  - Fairweather Range
- Cascading-Gletscher
- Casement-Gletscher
- Casey-Gletscher
- Castner-Gletscher
- Cataract-Gletscher
- Central-Valley-Gletscher
- Chamberlain-Gletscher
- Chamberlin-Gletscher
- Charley-Gletscher
- Charpentier-Gletscher
- Chedotlothna-Gletscher
- Chenega-Gletscher
- Chernof-Gletscher
- Cheshnina-Gletscher
- Chetaslina-Gletscher
- Chichokna-Gletscher
- Chickaloon-Gletscher
- Chickamin-Gletscher
- Chikuminuk-Gletscher
- Childs-Gletscher
- Chilkat-Gletscher
- Chisana-Gletscher
- Chistochina-Gletscher
- Chitina-Gletscher
- Chitistone-Gletscher
- Clara-Smith-Gletscher
- Claremont-Gletscher
- Clark-Gletscher
- Clear-Gletscher
- Cleave-Creek-Gletscher
- Coal-Gletscher
- College-Gletscher
- Colony-Gletscher
- Columbia-Gletscher
- Columbus-Gletscher
- Concordia-Gletscher
- Cone-Gletscher
- Contact-Gletscher
- Copper-Gletscher
- Corbin-Gletscher
- Cordova-Gletscher
- Cotterell-Gletscher
- Coxe-Gletscher
- Crab-Gletscher
- Crater-Gletscher
- Crescent-Gletscher
- Cross-Creek-Gletscher
- Crow-Gletscher
- Cul-de-Sac-Gletscher
- Cushing-Gletscher

### D
- Dadina-Gletscher
- Dagelet-Gletscher
- Daisy-Gletscher
- Dall-Gletscher
- Dartmouth-Gletscher
- Davidson-Gletscher
- Dawes-Gletscher
- Dead-Branch-Norris-Gletscher
- Deadman-Gletscher
- Death-Valley-Branch-Norris-Gletscher
- Demorest-Gletscher
- Denver-Gletscher
- Deserted-Gletscher
- Desolation-Gletscher
- Detached-Gletscher
- Dickinson-Gletscher
- Dinglestadt-Gletscher
- Dirt-Gletscher
- Dirty-Gletscher
- Dixon-Gletscher
- Dogshead-Gletscher
- Doroshin-Gletscher
- Double-Gletscher
- Downer-Gletscher
- Drift-River-Gletscherzunge (Double-Gletscher)
- Drop-Gletscher

### E
- Eagle-Gletscher (Anchorage)
- Eagle-Gletscher (Juneau)
- Eaglek-Gletscher
- East-Alapah-Gletscher
- East-Fork-Kahiltna-Gletscher
- East-Nunatak-Gletscher
- East-Twin-Gletscher
- Eberly-Gletscher
- Echo-Gletscher
- Eklutna-Gletscher
- Eldridge-Gletscher
- Eliot-Gletscher
- Ellsworth-Gletscher
- Esetuk-Gletscher
- Eureka-Gletscher
- Ewe-Gletscher
- Excelsior-Gletscher
- Exit-Gletscher
- Explorer-Gletscher

### F
- Fairweather-Gletscher
- Falling-Gletscher
- Fan-Gletscher
- Fassett-Gletscher
- Fels-Gletscher
- Ferebee-Gletscher
- Ferguson-Gletscher
- Fickett-Gletscher
- Field-Gletscher
- Finger-Gletscher (Aleutenkette)
- Finger-Gletscher (Fairweather Range)
- Fleischmann-Gletscher
- Flute-Gletscher
- Fog-Gletscher
- Foraker-Gletscher
- Fourpeaked-Gletscher
- Fourth-Gletscher
- Fraser-Gletscher
- Frederika-Gletscher

### G
- Gakona-Gletscher
- Galiano-Gletscher
- Gannett-Gletscher
- Garrison-Gletscher
- Gates-Gletscher
- Geikie-Gletscher
- Gerstle-Gletscher
- Giffin-Gletscher
- Gilkey-Gletscher
- Gillam-Gletscher
- Gilman-Gletscher
- Girdled-Gletscher
- Godwin-Gletscher
- Goodwin-Gletscher
- Gooseneck-Gletscher
- Gracey-Creek-Gletscher
- Grand-Pacific-Gletscher
- Grand-Plateau-Gletscher
- Gray-Gletscher
- Great-Gletscher
- Greenpoint-Gletscher
- Grewingk-Gletscher
- Griddlecake-Gletscher
- Grinnell-Gletscher
- Guerin-Gletscher
- Gulkana-Gletscher
- Guyot-Gletscher

### H
- Haenke-Gletscher
- Hallo-Gletscher
- Hanging-Gletscher
- Harding Icefield
- Harper-Gletscher
- Harpoon-Gletscher (Aleutenkette)
- Harpoon-Gletscher (Tordrillo Mountains)
- Harriman-Gletscher
- Harvard-Gletscher
- Hawkins-Gletscher
- Hayden-Gletscher
- Hayes-Gletscher (Alaskakette)
- Hayes-Gletscher (Tordrillo Mountains)
- Heiden-Gletscher
- Hendrickson-Gletscher
- Heney-Gletscher
- Henry-Gletscher
- Herbert-Gletscher
- Herron-Gletscher
- Hesselberg-Gletscher
- Hidden-Gletscher (Coast Mountains)
- Hidden-Gletscher (Eliaskette)
- Hitchcock-Gletscher
- Hogback-Gletscher
- Hole-in-the-Wall-Gletscher
- Holgate-Gletscher
- Holyoke-Gletscher
- Hook-Gletscher
- Hoonah-Gletscher
- Hubbard-Gletscher
- Hubley-Gletscher
- Hugh-Miller-Gletscher
- Hummel-Gletscher
- Hunter-Creek-Gletscher
- Huscroft-Gletscher

### I
- Icicle-Gletscher
- Indian-Gletscher
- Irene-Gletscher
- Island-Gletscher

### J
- Jacksina-Gletscher
- James-Robert-Gletscher
- Jarvis-Gletscher
- Jefferies-Gletscher
- Jeffery-Gletscher
- John-Gletscher
- Johnson-Gletscher (Alaskakette)
- Johnson-Gletscher (Aleutenkette)
- Johnson-Gletscher (Mineral Creek)
- Johnson-Gletscher (Sheep Creek)
- Jones-Gletscher
- Johns-Hopkins-Gletscher
- Juneau Icefield

### K
- Kachemak-Gletscher
- Kadachan-Gletscher
- Kahiltna-Gletscher
- Kanikula-Gletscher
- Kashoto-Gletscher
- Kennicott-Gletscher
- Keystone-Gletscher
- Kidazqeni-Gletscher
- Killey-Gletscher
- Kimball-Gletscher
- Kings-Gletscher
- Klawasi-Gletscher
- Klooch-Gletscher
- Klutina-Gletscher
- Klutlan-Gletscher
- Kluvesna-Gletscher
- Knik-Gletscher
- Konamoxt-Gletscher
- Koniag-Gletscher
- Krisha-Gletscher
- Kulavok-Gletscher
- Kuleska-Gletscher
- Kushtaka-Gletscher
- Kuskulana-Gletscher
- K’idazq’eni-Gletscher

### L
- La-Pérouse-Gletscher
- LaGorce-Gletscher
- Lacuna-Gletscher
- Lafayette-Gletscher
- Lake-George-Gletscher
- Lakina-Gletscher
- Lamb-Gletscher
- Lamplugh-Gletscher
- Langdon-Gletscher
- Lare-Gletscher
- Lateral-Gletscher
- Latouche-Gletscher
- Laughton-Gletscher
- Lawrence-Gletscher
- Le-Blondeau-Gletscher
- Leaking-Gletscher
- Learnard-Gletscher
- Lechner-Gletscher
- LeConte-Gletscher
- Leeper-Gletscher
- Leffingwell-Gletscher
- Lemon-Creek-Gletscher
- Libbey-Gletscher
- Lime-Gletscher
- Little-Jarvis-Gletscher
- Lituya-Gletscher
- Logan-Gletscher
- Long-Gletscher
- Lookout-Gletscher
- Loomis-Gletscher
- Lowell-Gletscher
- Lucia-Gletscher

### M
- Maclaren-Gletscher
- Malaspina-Gletscher
- Marcus-Baker-Gletscher
- Margerie-Gletscher
- Marquette-Gletscher
- Marshall-Gletscher
- Martin-Gletscher
- Martin-River-Gletscher
- Marvine-Gletscher
- Matanuska-Gletscher
- Matthes-Gletscher
- Maynard-Gletscher
- McArthur-Gletscher
- McBride-Gletscher
- McCall-Gletscher
- McCallum-Gletscher
- McCarty-Gletscher
- McCarthy-Creek-Gletscher
- McCune-Gletscher
- McGinnis-Gletscher
- McPherson-Gletscher
- Meade-Gletscher
- Meares-Gletscher
- Mendenhall-Gletscher
- Metal-Creek-Gletscher
- Middle-Branch-Norris-Gletscher
- Middle-Fork-Gletscher
- Middle-Fork-Gletscherzunge (Bremner-Gletscher)
- Miles-Gletscher
- Milk-Gletscher
- Miller-Gletscher
- Milton-Gletscher
- Mineral-Creek-Gletscher
- Mint-Gletscher
- Morse-Gletscher
- Moser-Gletscher
- Mother-Goose-Gletscher
- Muir-Gletscher
- Muldrow-Gletscher
- Muth-Gletscher

### N
- Nabesna-Gletscher
- Nadina-Gletscher
- Natazhat-Gletscher
- Nelchina-Gletscher
- Nellie-Juan-Gletscher
- Nelson-Gletscher
- Nenana-Gletscher
- Netland-Gletscher
- Nikonda-Gletscher
- Nizina-Gletscher
- Noisy-Gletscher
- Norris-Gletscher
- North-Baird-Gletscher
- North-Branch-Norris-Gletscher
- North-Branch-Trimble-Gletscher
- North-Crillon-Gletscher
- North-Dawes-Gletscher
- North-Fork-Gletscherzunge (Bremner-Gletscher)
- North-Fork-Ruth-Gletscher
- North-Twin-Gletscher
- Northeast-Fork-Kahiltna-Gletscher
- Northland-Gletscher
- Northwest-Fork-Ruth-Gletscher
- Northwestern-Gletscher
- Novatak-Gletscher
- Nugget-Creek-Gletscher
- Nuka-Gletscher

### O
- Oasis-Gletscher
- Ogive-Gletscher
- Okpilak-Gletscher
- Orange-Gletscher
- Organ-Gletscher
- Outlet-Gletscher
- Ovtsyn-Gletscher

### P
- Pangnik-Gletscher
- Patterson-Gletscher
- Patton-Gletscher
- Pedersen-Gletscher
- Pedro-Gletscher
- Pegmatite-Gletscher
- Penniman-Gletscher
- Peters-Gletscher
- Petrof-Gletscher
- Pigot-Gletscher
- Pinnacle-Gletscher
- Plateau-Gletscher
- Polychrome-Gletscher
- Popof-Gletscher
- Porcupine-Gletscher
- Portage-Gletscher
- Portlock-Gletscher
- Pothole-Gletscher
- Powell-Gletscher
- Princeton-Gletscher
- Prospect-Gletscher
- Ptarmigan-Gletscher
- Puget-Gletscher

### Q
- Quintino-Sella-Gletscher

### R
- Radcliffe-Gletscher
- Rainbow-Gletscher
- Rainy-Gletscher
- Ram-Gletscher
- Ranney-Gletscher
- Rasmuson-Gletscher
- Raven-Gletscher
- Red-Gletscher
- Regal-Gletscher
- Reid-Gletscher
- Rendu-Gletscher
- Revelation-Gletscher
- Rex-Gletscher
- Riggs-Gletscher
- Riley-Creek-Gletscher
- Ripon-Gletscher
- Roaring-Gletscher
- Robertson-Gletscher
- Rodman-Gletscher
- Rohn-Gletscher
- Romer-Gletscher
- Root-Gletscher
- Roscoe-Gletscher
- Rubin-Gletscher
- Russell-Gletscher
- Ruth-Gletscher

### S
- Saddlebag-Gletscher
- Saksaia-Gletscher
- Sanford-Gletscher
- Sargent Icefield
- Sarokin-Gletscher
- Saussure-Gletscher
- Sawyer-Gletscher
- Schubee-Gletscher
- Schwan-Gletscher
- Schwanda-Gletscher
- Scidmore-Gletscher
- Scott-Gletscher
- Sea-Otter-Gletscher
- Seefar-Gletscher
- Serpent-Tongue-Gletscher
- Serpentine-Gletscher
- Seth-Gletscher
- Seward-Gletscher
- Shadows-Gletscher
- Shakes-Gletscher
- Shakespeare-Gletscher
- Shamrock-Gletscher
- Sheep-Gletscher
- Shelf-Gletscher
- Shelter-Valley-Gletscher
- Shephard-Gletscher
- Sheridan-Gletscher
- Sherman-Gletscher
- Shiels-Gletscher
- Shoup-Gletscher
- Silver-Gletscher
- Skee-Gletscher
- Skilak-Gletscher
- Skookum-Gletscher
- Slide-Gletscher
- Slim-Gletscher
- Slope-Gletscher
- Smith-Gletscher
- Snow-Gletscher
- Soule-Gletscher
- South-Branch-Trimble-Gletscher
- South-Crillon-Gletscher
- South-Gletscher
- South-Sawyer-Gletscher
- South-Twin-Gletscher
- Southeast-Fork-Kahiltna-Gletscher
- Southern-Gletscher
- Southwest-Branch-Taku-Gletscher
- Speel-Gletscher
- Spencer-Gletscher
- Split-Gletscher
- Spoon-Gletscher
- Spotted-Gletscher
- Spur-Gletscher
- Stairway-Gletscher
- Steller-Gletscher
- Stephens-Gletscher
- Stikine Icecap
- Stoney-Gletscher
- Stony-Gletscher
- Straightaway-Gletscher
- Suicide-Gletscher
- Sumdum-Gletscher
- Summit-Gletscher
- Sunrise-Gletscher
- Sunset-Gletscher
- Surprise-Gletscher:
  - Alaskakette
  - Chugach Mountains
- Susitna-Gletscher
- Sylvester-Gletscher

### T
- Takhin-Gletscher
- Taku-Gletscher
- Talkeetna-Gletscher
- Tana-Gletscher
- Tana-Gletscherzunge (Bremner-Gletscher)
- Tanaina-Gletscher
- Tarr-Gletscher
- Tasnuna-Gletscher
- Tatina-Gletscher
- Taylor-Gletscher
- Tazlina-Gletscher
- Tebenkof-Gletscher
- Ted-Stevens-Icefield
- Texas-Gletscher
- Thiel-Gletscher
- Through-Gletscher
- Thumb-Gletscher
- Tiger-Gletscher
- Tigertail-Gletscher
- Tired-Pup-Gletscher
- Tittmann-Gletscher
- Toboggan-Gletscher
- Tok-Gletscher
- Tokositna-Gletscher
- Tommy-Gletscher
- Tongue-Gletscher
- Tonsina-Gletscher
- Topeka-Gletscher
- Toyatte-Gletscher
- Trail-Gletscher
- Traleika-Gletscher
- Trident-Gletscher
- Trimble-Gletscher
- Triumvirate-Gletscher
- Truuli-Gletscher
- Tsina-Gletscher
- Tsirku-Gletscher
- Turner-Gletscher
- Tustumena-Gletscher
- Tuxedni-Gletscher
- Twaharpies-Gletscher
- Twentymile-Gletscher
- Twentyseven-Mile-Gletscher
- Twin-Gletscher
- Tyeen-Gletscher
- Tyndall-Gletscher

### U
- Ultramarine-Gletscher
- Umbrella-Gletscher
- Unknown-Gletscher

### V
- Valdez-Gletscher
- Valerie-Gletscher
- Van-Cleve-Gletscher
- Variegated-Gletscher
- Vassar-Gletscher
- Vaughan-Lewis-Gletscher
- Villard-Gletscher

### W
- Walsh-Gletscher
- Watson-Gletscher
- Waxell-Gletscher
- Wedge-Gletscher
- Wellesley-Gletscher
- Wernicke-Gletscher
- West-Alapah-Gletscher
- West-Branch-Eklutna-Gletscher
- West-Branch-Taku-Gletscher
- West-Fork-Gletscher:
  - Chulitna River
  - Susitna River
  - West Fork Nizina River
- West-Fork-Ruth-Gletscher
- West-Fork-Traleika-Gletscher
- West-Gletscher
- West-Gulkana-Gletscher
- West-Nunatak-Gletscher
- West-Twin-Gletscher
- Westbrook-Gletscher
- White-River-Gletscher
- Whiteout-Gletscher
- Whittier-Gletscher
- Willard-Gletscher
- Williams-Gletscher
- Windy-Gletscher
- Wolverine-Gletscher
- Woodworth-Gletscher
- Worthington-Gletscher
- Wortmanns-Gletscher
- Wosnesenski-Gletscher
- Wright-Gletscher

### X–Z
- Yaga-Gletscher
- Yahtse-Gletscher
- Yakataga-Gletscher
- Yakutat-Gletscher
- Yale-Gletscher
- Yalik-Gletscher
- Yanert-Gletscher
- Yentna-Gletscher
- Yushin-Gletscher